# Stazione di Isogo
La Stazione di Isogo (磯子駅?, Isogo-eki) è una stazione ferroviaria della città giapponese di Yokohama, nella prefettura di Kanagawa. Si trova nel quartiere di Isogo-ku ed è servita dalla linea Keihin-Tōhoku, parte della linea Negishi della JR East.

## Linee
- East Japan Railway Company
- ■ Linea Keihin-Tōhoku

## Struttura
La stazione JR di Isogo è realizzata su un viadotto, con due marciapiedi laterali serventi due binari
| 1 | ■ Linea Keihin-Tōhoku - Negishi |  | per Shin-Sugita e Ōfuna                     |
| 2 | ■ Linea Keihin-Tōhoku - Negishi |  | per Yokohama, Kawasaki, Tokyo, Ueno e Ōmiya |
| 2 | ■ Linea Yokohama                |  | per Shin-Yokohama, Machida e Hachiōji       |

## Stazioni adiacenti
| «                           | Servizio                    | »                           |
| Linea Keihin-Tōhoku - Isogo | Linea Keihin-Tōhoku - Isogo | Linea Keihin-Tōhoku - Isogo |
| --------------------------- | --------------------------- | --------------------------- |
| Negishi                     | -                           | Shin-Sugita                 |